# Keely Hodgkinson
Keely Nicole Hodgkinson, MBE (* 3. März 2002 in Wigan) ist eine britische Mittelstreckenläuferin, die sich auf den 800-Meter-Lauf spezialisiert hat. 2024 wurde sie in Paris Olympiasiegerin sowie 2022 und 2024 Europameisterin. Zudem gewann sie 2021 eine olympische Silbermedaille und wurde 2022 und 2023 Vizeweltmeisterin.

## Sportliche Laufbahn
2018 sammelte Keely Hodgkinson erste internationale Erfahrungen, als sie bei den U18-Europameisterschaften in Győr in 2:04,84 min die Goldmedaille im 800-Meter-Lauf gewann. Im Jahr darauf gewann sie dann über diese Distanz bei den U20-Europameisterschaften in Borås in 2:03,40 min die Bronzemedaille. Am 1. Februar 2020 lief sie bei einem Hallenmeeting in Wien 2:01,16 min schnell und stellte damit einen neuen U20-Halleneuroparekord auf. Im selben Jahr wurde Hodgkinson britische Meisterin im 800-Meter-Lauf im Freien sowie in der Halle. 2021 steigerte sie sich in Wien auf 1:59,03 min, stellte damit einen neuen U20-Weltrekord auf und löste die Äthiopierin Meskerem Legesse als Rekordhalterin ab. Ihre Bestmarke wurde nur wenige Wochen später von der US-Amerikanerin Athing Mu unterboten. Anfang März siegte sie bei den Halleneuropameisterschaften in Toruń in 2:03,88 min. Im Finale der Olympischen Spiele von Tokio gelang ihr als Zweite mit 1:55,88 min ein neuer Landesrekord. Anfang September wurde sie beim Memorial Van Damme in 1:58,16 min Zweite, siegte dann in 1:57,98 min bei der Weltklasse Zürich und sicherte sich damit die Gesamtwertung der Diamond League.
Im Februar 2022 lief Hodgkinson bei ihrem ersten Rennen des Jahres einen neuen Nationalrekord in 1:57,20 min über 800 Meter in der Halle. Bei den britischen Meisterschaften in der Halle startete sie über 400 Meter und belegte den 2. Platz in neuer persönlicher Bestleistung von 52,42 s. Aufgrund eines verletzten Oberschenkels konnte sie nicht bei den Hallenweltmeisterschaften in Belgrad starten. Im Mai lief sie beim British Grand Prix ihr erstes Freiluftrennen des Jahres und gewann dort über 800 Meter in 1:58,63 min, anschließend beim Prefontaine Classic in 1:57,72 min ebenfalls. Bei den Weltmeisterschaften in Eugene belegte sie mit einer Zeit von 1:56,38 min den zweiten Platz hinter der US-Amerikanerin Athing Mu. Anschließend startete sie für England bei den Commonwealth Games in Birmingham und musste sich etwas überraschend in 1:57,40 min der Kenianerin Mary Moraa geschlagen geben. Im August gelang ihr bei den Europameisterschaften in München mit einer Zeit von 1:59,04 min der erste große internationale Freiluft-Titel.
Im Januar 2023 stellte Hodgkinson in Manchester mit 1:23,41 min eine neue Weltbestleistung über 600 Meter in der Halle auf und verbesserte dann im Februar den britischen Hallenrekord über 800 Meter auf 1:57,18 min. Im März verteidigte sie dann bei den Halleneuropameisterschaften in Istanbul in 1:58,66 min ihren Titel. Anfang Juni lief sie beim Meeting de Paris die 800 Meter in 1:55,77 min und verbesserte damit ihren eigenen Landesrekord. Anschließend wurde sie bei der Athletissima in 1:58,37 min Zweite und gewann dann bei den U23-Europameisterschaften in Espoo in 51,76 s die Bronzemedaille über 400 Meter hinter ihrer Landsfrau Yemi Mary John und Henriette Jæger aus Norwegen. Im August gewann sie bei den Weltmeisterschaften in Budapest mit 1:56,34 min im Finale die Silbermedaille hinter der Kenianerin Mary Moraa. Anschließend wurde sie beim Prefontaine Classic in 1:55,19 min Zweite und stellte damit einen neuen Landesrekord auf. Im Jahr darauf siegte sie im Mai in 1:55,78 min beim Prefontaine Classic, ehe sie bei den Europameisterschaften in Rom in 1:58,65 min ihren Titel erfolgreich verteidigte. Im Juli siegte sie in 1:57,36 min bei den FBK Games sowie in 1:54,61 min beim London Athletics Meet und stellte damit einen neuen Landesrekord auf. Im August siegte sie bei den Olympischen Spielen in Paris in 1:56,72 min im Finale.
In den Jahren 2020, 2021 und 2023 wurde Hodgkinson britische Meisterin im 800-Meter-Lauf im Freien sowie 2020 auch in der Halle.
Im Dezember 2024 wurde Hodgkinson zur britischen Sportlerin des Jahres 2024 gewählt und wenig später auch zum Member des Order of the British Empire (MBE) ernannt.

## Persönliche Bestzeiten
- 400 Meter: 51,61 s, 15. Mai 2024 in Savona
  - 400 Meter (Halle): 52,42 s, 27. Februar 2022 in Birmingham
  - 600 Meter (Halle): 1:23,41 min, 28. Januar 2023 in Manchester (Weltbestleistung)
- 800 Meter: 1:54,61 min, 20. Juli 2024 in London (britischer Rekord)
  - 800 Meter (Halle): 1:57,18 min, 25. Februar 2023 in Birmingham (britischer Rekord)